# Rebecca Skloot
Rebecca L. Skloot est une journaliste et femme de lettres américaine qui se concentre sur la science et la médecine. Son premier livre, The Immortal Life of Henrietta Lacks (2010), a été l'un des meilleurs vendeurs aux États-Unis en 2010, demeurant sur la New York Times Best Seller list pendant plus de deux ans et se plaçant en juin 2012 en tête de cette liste.

## Publications
Livres
- The Immortal Life of Henrietta Lacks, Crown/Random House, 2010.  (ISBN 978-1400052189)
- (avec Floyd Skloot) The Best American Science Writing, Houghton Mifflin, 2011

## Tèléfilm
Un téléfilm intitulé The Immortal Life of Henrietta Lacks (La Vie immortelle d'Henrietta Lacks) est sorti en 2017, avec Rose Byrne dans le role de Rebecca Skloot.